# 알리레자 자한바흐시
알리레자 자한바흐시 지렌데(페르시아어: علیرضا جهانبخش جیرنده,‎ 페르시아어 발음: [æliːɾezɑː dʒæhɑːnˈbæxʃ], 1993년 10월 8일~)는 이란의 축구 선수로 포지션은 오른쪽 윙어, 공격형 미드필더이다. 현재 에레디비시의 SC 헤이렌베인과 이란 축구 국가대표팀에서 활동하고 있으며 대한민국에서는 이름의 로마자 표기 'Alireza Jahanbakhsh'를 로마자 그대로 읽은 알리레자 자한바크시로도 알려져 있다.

## 구단 경력

### 다마시
17세이던 2011년에, 자한바흐시는 이란 프로리그에서 메스 케르만을 상대로 다마시 길란 소속으로 첫 데뷔를 하였는데, 이는 소속팀의 역대 가장 어린선수였다.

### NEC
2013년 5월 26일, 자한바흐시는 네덜란드 에레디비시에에 참가중인 NEC와 3년 구두계약에 도달하였다. 이 계약은 메디컬 테스트와 비자와 워크 퍼밋이 주어진다. 그는 2013년 7월 1일에 공식적으로 입단하였고 RKC 발베이크를 상대로 데뷔경기를 가졌다. 그는 KNVB컵에서 하르케마세 보이즈를 8-0으로 이긴 경기에서 이적후 첫 골을 넣었다. 2013년 12월 1일에 자한바흐시는 알크마르를 3-2로 이긴 경기에서 2득점과 1개의 도움을 기록하였다. 12월 22일, 그는 그로닝겐에게 골과 도움을 기록하였고, 반면 2014년 2월 15일에 열린 RKC 발베이크에게는 2개의 도움을 올렸다. 3월 22일에 NEC가 전반전에 2-0으로 끌려가고 있을 때, 자한바흐시는 후반전에 교체 출전하여 마이클 힉던의 골을 어시스트하며, 팀은 SC 헤이렌베인을 상대로 2-2 무승부를 거뒀다.
2013-14 시즌 최종전에, 자한바흐시는 아약스에게 두 골을 넣으며, 팀의 자동 강등을 면하게 해줬다. 알리레자는 해당 시즌 에레디비시에의 최고의 유망주로 선정되었다.

### 2014-15 시즌
에이르스터 디비시 2014-15 시즌 개막 경기에서 자한바흐시는 에인트호번을 3-1로 이긴 경기에서 골을 넣었다.

## 국가대표팀 경력

### U-20 대표팀
자한바흐시는 중국에서 열린 2010년 AFC U-19 챔피언십에 이란 U-20 축구 국가대표팀으로 참가하여 2경기를 뛰었다. 대회가 열린 2010년에 겨우 16살에 정도의 그는 대표팀의 주장이 되었고, 2012년 AFC U-19 챔피언십 지역 예선에서 4경기에 출장하여 5골을 넣었다. 대회 본선에서는 아랍 에미레이트전과 대한민국전에 출전했다.

### 성인 대표팀
2013년 10월 5일에, 자한바흐시는 카를루스 케이루스 감독에 의해 2015년 AFC 아시안컵 예선 태국과의 경기에서 이란 축구 국가대표팀에 소집되었고, 82분에 교체 출전하며 대표팀 첫 출전을 했다. 그의 대표팀 첫 골은 그의 두 번째 대표팀 출전인 11월 15일에 열린 태국전에서 기록했다. 2014년 6월 1일, 그는 2014년 FIFA 월드컵에 참가하는 이란대표팀의 최종 명단에 포함되었다.

## 수상 내역
AZ
- 2017-18 에레디비시 득점왕

 이란
- 이란 축구 협회상 시즌 최고의 유망주 (2위): 2012–13